# Adam Gotsis
Adam Gotsis (Melbourne, 23 settembre 1992) è un giocatore di football americano australiano che milita nel ruolo di defensive tackle per i Jacksonville Jaguars della National Football League (NFL).

## Biografia

### Denver Broncos
Al college, Gotsis giocò a football coi Georgia Tech Yellow Jackets dal 2012 al 2015. Fu scelto nel corso del secondo giro (63º assoluto) nel Draft NFL 2016 dai Denver Broncos. Dopo non avere disputato nessuna gara come titolare nella sua stagione da rookie, nella successiva divenne stabilmente partente della difesa dei Broncos, terminando con 41 tackle e 2 sack.